# Stibadium jalada
Stibadium jalada är en fjärilsart som beskrevs av William Schaus 1898. Stibadium jalada ingår i släktet Stibadium och familjen nattflyn. Inga underarter finns listade i Catalogue of Life.